# Tacjan Syryjczyk
Tacjan Syryjczyk, Tatianōs, łac. Tatianus (ur. ok. 130, zm. ok. 193) – chrześcijański pisarz greckojęzyczny i teolog pochodzący z Syrii.

## Życie i twórczość
Około roku 150 przyjął w Rzymie chrześcijaństwo. Podczas swojego pobytu w Wiecznym Mieście był uczniem Justyna Męczennika. Po jego śmierci porzucił gminę rzymską i około 172 r. wrócił
na Wschód, gdzie przyłączył się do sekty enkratytów (gr. wstrzemięźliwi), którzy odrzucali małżeństwo oraz spożywanie mięsa i picie wina (używali tylko wody, nawet podczas Eucharystii). Działał w Syrii, Cylicji i Pizydii.
Niektórzy autorzy dostrzegają w jego pismach ukrytą gnozę, charakterystyczną dla walentynian. Według Klemensa Aleksandryjskiego i Orygenesa interpretował on zdanie z opisu stworzenia świata: niech stanie się światło (Rdz 1,3) jako pytanie, a nie jako wyraz boskiej władzy stwórczej. Inni podkreślają w enkratyzmie tacjańskim spuściznę judeo-chrześcijańską.
Był apologetą oraz autorem Mowy do Greków (Oratio ad Graecos), w którym to utworze mocno zaatakował niemoralne mity pogan, ich kult, a także poglądy filozofów oraz bałwochwalczą sztukę. Jest również autorem słynnej harmonii ewangelijnej Diatessaron, która zachowała się w kilku tłumaczeniach wschodnich i zachodnich, starożytnych i średniowiecznych (najważniejsze to komentarz Efrema, przekład na język arabski oraz łaciński – Codex Fuldensis). Krytykował niemal wszystko, co greckie, jednak pisał poprawną greczyzną, stosując figury stylistyczne.